# Sensibilité aux conditions initiales
Pour un article plus général, voir Théorie du chaos.
La sensibilité aux conditions initiales est un phénomène découvert dès la fin du XIXe siècle par Henri Poincaré dans des travaux concernant le problème à N corps en mécanique céleste, puis par Jacques Hadamard avec un modèle mathématique abstrait aujourd'hui baptisé « flot géodésique sur une surface à courbure négative ». Cette découverte a entrainé un grand nombre de travaux importants, principalement dans le domaine des mathématiques. Il a été redécouvert en 1963 par Lorenz lors de ses travaux en météorologie. 
Cette sensibilité explique le fait que, pour un système chaotique, des modifications, même infimes, des conditions initiales peuvent entrainer des résultats extrêmement différents à long terme, ce qui rend le phénomène imprévisible en pratique. Ce résultat est souvent vulgarisé sous le nom « d'effet papillon ».
La sensibilité aux conditions initiales se traduit mathématiquement par l'hyperbolicité d'une partie de l'espace des phases du système, hyperbolicité à laquelle est associée un ensemble d'exposants de Lyapounov positifs, ainsi qu'une entropie topologique également positive.